# 북알타이어
북알타이어는 러시아 알타이 공화국 북부 및 인접한 알타이 변경주 등에 사는 튀르크계 소수 민족들이 사용하는 사멸 위기의 튀르크어족 언어 내지 방언군이다. 남알타이어와 어느 정도 의사소통이 가능하여 알타이어라는 하나의 언어로 간주되기도 한다. 알타이어의 문어는 남알타이어를 기반으로 하나, 북알타이인들은 잘 배우지 않는다.
크게 쿠만딘어, 첼칸어, 투발라르어로 나뉜다. 각각 쿠만딘족, 첼칸족, 투발라르족이라는 시베리아 튀르크 부족이 사용한다. 일부 연구에 의하면 이 중 투발라르어는 언어 계통이 상당히 다른 킵차크어파에 속하는 언어일 가능성도 있다. 또한 쇼르어의 콘도마 방언과 출림어의 출림 하류 방언도 북알타이어와 매우 가까운 관계일 가능성이 제기되었다.

## 같이 보기
- 알타이어
- 시베리아 튀르크어파